# کارول سوویرسفسکی
کارول سوویرسفسکی (انگلیسی: Karol Świerczewski; ۱۰ فوریهٔ ۱۸۹۷ – ۲۸ مارس ۱۹۴۷) یا کارول شویرچفسکی فرمانده نظامی اهل لهستان بود. وی برندهٔ جوایزی همچون نشان لنین، مدال آزادسازی ورشو، نشان پرچم سرخ، و مدال تسخیر برلین شده‌است.
سوویرسفسکی ژنرال ارتش سرخ لهستان و شوروی بود. او عضو حزب بلشویک بود و در طول جنگ داخلی روسیه در ارتش سرخ شوروی خدمت کرد و در جنگ‌ها علیه جمهوری‌های لهستان و اوکراین شرکت داشت. او همچنین در طول جنگ داخلی اسپانیا در کنار جمهوری‌خواهان شرکت داشت. در آغاز جنگ جهانی دوم در سال ۱۹۳۹، او در حمله شوروی به لهستان شرکت کرد. در پایان جنگ، او به عنوان یکی از رهبران دولت موقت وحدت ملی لهستان که تحت حمایت شوروی بود، منصوب شد. کمی بعد، سویرچفسکی در یک کمین در جاده‌ای روستایی که توسط شبه‌نظامیان انجام شد، به ضرب گلوله کشته شد. او برای چند دهه بعد به نمادی از تبلیغات کمونیستی تبدیل شد.